# كريشان سينغال
كريشان تشاندرا سينغال (بالإنجليزية: Krishan Chandra Singhal) هو طبيبٌ هنديٌ وأستاذٌ سابق في علم الأدوية في جامعة الملك جورج الطبية، الواقعة في لكهنؤ، بولاية أتر برديش الهندية. أسس منظمة الأكاديمية الهندية لعلم الأدوية السريرية. وعمل في جامعة الملك جورج الطبية في بداية مسيرته المهنية.
حصل سينغال على درجة بكالوريوس الطب والجراحة من جامعة أندرا في عام 1961، وعلى درجة الدكتوراه في الطب من جامعة أغرة في عام 1966. بعد أن شغل مناصب متعددة ضمن الهيئة التدريسية، تقاعد لاحقًا من جامعة الملك جورج الطبية كأستاذ ورئيس قسم علم الأدوية. أسس أيضاً «مجلة الهند لعلم الأدوية السريرية والعلاجية»، وعمل رئيسًا لتحريرها.